# Гінгстгайде
Гінгстгайде (нім. Hingstheide) — громада в Німеччині, розташована в землі Шлезвіг-Гольштейн. Входить до складу району Штайнбург. Складова частина об'єднання громад Келлінгузен.
Площа — 3,83 км2. Населення становить 77 ос. (станом на 31 грудня 2020).